# Nahomi Martínez
Nahomi Martínez, appelée parfois Gretta Martínez, de son nom complet Gretta Nahomi Martínez Flores, née le 5 avril 1997 à Lima au Pérou, est une footballeuse péruvienne. Elle joue au poste de milieu de terrain au sein de l'Universitario de Deportes.

## Biographie

### Carrière en club
Championne du Pérou avec le Real Maracaná en 2014, Nahomi Martínez a l'occasion de disputer la Copa Libertadores féminine fin 2014. Après un passage à l'Alianza Lima, elle rejoint le Sporting Cristal en 2018.

### Carrière en équipe nationale
Convoquée en équipe du Pérou depuis 2014, Nahomi Martínez a l'occasion de prendre part à trois Copa América (2014, 2018 et 2022) ainsi qu'aux Jeux panaméricains 2019 organisés à Lima. 
Elle marque son premier but international lors de la Copa América 2018, contre l'Uruguay, le 8 avril 2018 (score 1-1).

#### Buts en sélection
| Buts en sélection de Nahomi Martínez | Buts en sélection de Nahomi Martínez | Buts en sélection de Nahomi Martínez              | Buts en sélection de Nahomi Martínez | Buts en sélection de Nahomi Martínez | Buts en sélection de Nahomi Martínez | Buts en sélection de Nahomi Martínez |
|                                      | Date                                 | Lieu                                              | Adversaire                           | Score                                | Résultat                             | Compétition                          |
| ------------------------------------ | ------------------------------------ | ------------------------------------------------- | ------------------------------------ | ------------------------------------ | ------------------------------------ | ------------------------------------ |
| 1.                                   | 8 avril 2018                         | Estadio La Portada, La Serena (Chili)             | Uruguay                              | 1-1                                  | 1-1                                  | CA 2018                              |
| 2.                                   | 27 novembre 2021                     | Estadio Defensores del Chaco, Asuncion (Paraguay) | Paraguay                             | 1-1                                  | 1-1                                  | Amical                               |

## Palmarès
| Real Maracaná - Championnat du Pérou (1) : - Championne : 2014. |  | Universitario de Deportes - Championnat du Pérou (1) : - Championne : 2023. - Vice-championne : 2021. |